# فرودگاه استونی پوینت (ترپانیر)
فرودگاه استونی پوینت (ترپانیر) (به انگلیسی: Stoney Point (Trepanier) Aerodrome) یک فرودگاه خصوصی است که یک باند فرود چمن دارد و طول باند آن ۶۴۰ متر است. این فرودگاه در کشور کانادا قرار دارد و در ارتفاع ۱۹۲ متری از سطح دریا واقع شده است.